# Trbonje
Trbonje è un paese della Slovenia, frazione del comune di Dravograd.
La località è situata nella Slovenia settentrionale, ai piedi del gruppo montusoso Pohorje e sulla riva destra del fiume Drava.
Nel nucleo antico si trova la chiesa dedicata alla Santa Croce, costruita nel 1642 ed ampliata nel 1759.